# Суперкубок Боснії і Герцеговини з футболу 1998
Суперкубок Боснії і Герцеговини з футболу 1998 — 2-й розіграш турніру. Матч відбувся між чемпіоном Боснії і Герцеговини клубом Желєзнічар та володарем кубка Боснії і Герцеговини клубом Сараєво.
| Володар Суперкубка Боснії і Герцеговини 1998 |
| -------------------------------------------- |
|                                              |
| Желєзнічар Перший титул                      |

## Матч
|  |

| Желєзнічар | 4:0 | Сараєво |
| ---------- | --- | ------- |
|            |     |         |

|  |